# Waldemar Merk
Waldemar Merk (ur. 13 czerwca 1959 w Warszawie) – polski kajakarz, medalista mistrzostw świata, olimpijczyk z Moskwy 1980.
Podczas kariery sportowej reprezentował kluby Marymont Warszawa i Zawisza Bydgoszcz. Wielokrotny mistrz Polski w:
- konkurencji K-1 na dystansie 500 metrów w latach 1979-1981,
- konkurencji K-1 na dystansie 1000 metrów w latach 1979-1980,
- konkurencji K-2 na dystansie 500 metrów w roku 1981,
- konkurencji K-2 na dystansie 1000 metrów w roku 1981.

Dwukrotny medalista mistrzostw świata w 1981 roku w konkurencji K-2 (partnerem był Daniel Wełna) na dystansie 500 metrów (srebro) i 1000 metrów (brąz). Uczestnik mistrzostw świata w Duisburgu (1979) podczas których zajął 4. miejsce w konkurencji K-1 na dystansie 500 metrów, Belgradzie (1982), gdzie zajął 4. miejsce w konkurencji K-2 i K-4 na dystansie 500 metrów.
Na igrzyskach w Moskwie wystartował w konkurencji K-1 na dystansie 1000 metrów, gdzie odpadł w półfinale oraz w konkurencji K-2 na dystansie 500 metrów (partnerem był Zdzisław Szubski) zajmując 7. miejsce.